# بيرت هال
بيرت هال (بالإنجليزية: Albert Hall)‏ (1 يناير 1882 في المملكة المتحدة - 1 يناير 1957 في المملكة المتحدة) هو لاعب كرة قدم بريطاني (وحمل سابقاً جنسية المملكة المتحدة لبريطانيا العظمى وأيرلندا) في مركز الهجوم. شارك مع منتخب إنجلترا لكرة القدم. أما مع النوادي، فقد لعب مع أستون فيلا ونادي ميلوول.

## وصلات خارجية
- بيرت هال على موقع قاعدة بيانات كرة القدم.إي يو (الإنجليزية)
- بيرت هال على موقع ناشيونال فوتبول تيمز (الإنجليزية)